# 独山金足草
独山金足草（学名：Strobilanthes seguini）为爵床科紫云菜属的植物，是中国的特有植物。分布于中国大陆的贵州等地，目前尚未由人工引种栽培。

## 种下等级
- Strobilanthes chaffanjonii Levl.